# أفتر سكول (فرقة)
افتر سكول  (بالعربية:بعد المدرسة وبالإنجليزية:After School وبالكورية:애프터스쿨 وبايابانية: アフタースクール) هي فرقة غنائية كورية جنوبية تاسست في عام 2009 أعضاء الفرقة حاليا 5.

## أعضاء الفرقة

### الحاليون
- رينا
- نانا
- أيونغ
- كايون

### السابقون
- سويونغ
- بيكا
- كاهي
- جويون
- جونغ آه
- يوي
- ليزي

## التاريخ

### قبل الظهور
تم تشكيل الفرقة بعد خروج كاهي من الفرقة الأمريكية-الكورية أس-بلوش. حيث بدأت كاهي التخطيط لإنتاج فرقة جديدة مع الرئيس التنفيذي الحالي لشركة بليديس للترفيه. 
أول عضوة بعد كاهي كانت بيكا التي كانت وقتها متدربة عندما كانت كاهي في أس-بلوش. مع مديح كاهي تم جلب بيكا من هاواي إلى كوريا الجنوبية. ثم تم تقديمهما إلى جونغ آه ثم سويونغ وجويون. بعدها قاموا بتشكيل فرقة من 5 عضوات.
أفتر سكول كفرقة قاموا بالظهور لأول مرة بشكل غير رسمي في 29 ديسمبر 2008 من خلال مهرجان سي بي سي للأغاني. كما قامت كاهي وجونغ آه بأداء أغنية بلاي قيرلز مع سون دام بي بينما كان الأعضاء الأخرون المتبقون بمثابة راقصات خلفيات لأداء سون دام بي في هذا الحدث.

### 2009: نيو سكول قيرلز وديفا و بسببك أنت.
فرقة غنائية كورية بناتية تندرج تحت شركة بليديس إنترتينمينت، عُرفوا بنظام الإضافة والتخرج
كان أول ظهور لهم على الشاشة في 2008 مع المغنية Son Dambi في عرض استعراضي (رقص) على برنامج M!countdown فقط العضوتان كاهي وجونغ آه. في يناير عام 2009 أطلقوا أول ألبوم منفرد بعنوان Play Girlz مع العضوات الأساسيات (كاهي - جونغ آه - جويون - سويونغ- بيكا)وبعدها في منتصف مارس 2009 أصدروا ثاني البوم منفرد بعنوان Diva مع العضوة الجديدة يوي وهذا يعتبر الجيل الثاني
و شهر ديسمبر 2009 اصدروا ألبوم منفرد Because Of You وقد أعلنت الشركة قبل ذلك بخبر خروج العضوة سويونغ رسمياً ودخول العضوتين نانا ورينا وتعتبران الجيل الثالث.
وفي بدايات سنة 2010 أعلنت الشركة دخول عضوة جديدة للفرقة وهي ليزي وهي الجيل الرابع مع أغنية Bang
و في منتصف سنة 2011 أعلنت الشركة رسمياً خروج العضوة بيكا من الفرقة. وقبل عودة الفرقة في 21 من يوليو 2012 أعلنت الشركة في 5 من يونيو عن تخرّج القائدة كاهي وأنها ستواصل نشاطاتها كمغنية منفردة تحت نفس الشركة.

### الجدول الزمني لعضوات الفريق
| سويونغ  |
| بيكا    |
| كاهي    |
| جونغ اه |
| جويون   |
| يوي     |
| رينا    |
| نانا    |
| ليزي    |
| إيونغ   |
| كايون   |

## روابط خارجية
- افتر سكول على موقع ميوزك برينز (الإنجليزية)
- افتر سكول على موقع ديسكوغز (الإنجليزية)